# Comuna Găneasa, Olt
Găneasa este o comună în județul Olt, Oltenia, România, formată din satele Dranovățu, Găneasa (reședința), Grădiștea, Izvoru și Oltișoru.

## Demografie
Componența etnică a comunei Găneasa
     Români (90,34%)
     Alte etnii (0,2%)
     Necunoscută (9,46%)
Componența confesională a comunei Găneasa
     Ortodocși (90,11%)
     Alte religii (0,34%)
     Necunoscută (9,55%)
Conform recensământului efectuat în 2021, populația comunei Găneasa se ridică la 3.498 de locuitori, în scădere față de recensământul anterior din 2011, când fuseseră înregistrați 3.775 de locuitori. Majoritatea locuitorilor sunt români (90,34%), iar pentru 9,46% nu se cunoaște apartenența etnică. Din punct de vedere confesional, majoritatea locuitorilor sunt ortodocși (90,11%), iar pentru 9,55% nu se cunoaște apartenența confesională.

## Politică și administrație
Comuna Găneasa este administrată de un primar și un consiliu local compus din 13 consilieri. Primarul, Dumitru Costea[*], de la Partidul Social Democrat, este în funcție din 2012. Începând cu alegerile locale din 2024, consiliul local are următoarea componență pe partide politice:
|  | Partid                          | Consilieri | Componența Consiliului | Componența Consiliului | Componența Consiliului | Componența Consiliului | Componența Consiliului | Componența Consiliului | Componența Consiliului | Componența Consiliului | Componența Consiliului | Componența Consiliului |
|  | ------------------------------- | ---------- | ---------------------- | ---------------------- | ---------------------- | ---------------------- | ---------------------- | ---------------------- | ---------------------- | ---------------------- | ---------------------- | ---------------------- |
|  | Partidul Social Democrat        | 10         |                        |                        |                        |                        |                        |                        |                        |                        |                        |                        |
|  | Partidul Național Liberal       | 2          |                        |                        |                        |                        |                        |                        |                        |                        |                        |                        |
|  | Alianța pentru Unirea Românilor | 1          |                        |                        |                        |                        |                        |                        |                        |                        |                        |                        |